# Nigel Mansell
Nigel Ernest James Mansell, CBE (* 8. August 1953 in Upton-upon-Severn, Malvern Hills) ist ein britischer Automobilrennfahrer. Er startete zwischen 1980 und 1995 in der höchsten Motorsportklasse Formel 1 und wurde dort 1992 Weltmeister. Mansell wurde zudem 1993 Meister der IndyCar World Series und ist damit bis heute der einzige Fahrer, der (für gut einen Monat) gleichzeitig amtierender Meister beider Serien war.
Mansell wurde einem breiteren Publikum während der 1980er und 1990er Jahre durch seine Zweikämpfe mit Fahrern wie Nelson Piquet, Ayrton Senna und Alain Prost bekannt. Durch seine von Gegnern und Medien als „theatralisch“ empfundenen Auftritte in der Öffentlichkeit polarisierte er. Von seinen Fans wurde er aber vor allem wegen seiner charakteristischen Erscheinung als schnauzbärtiger Athlet, seiner Bodenständigkeit und seiner Kampfstärke bewundert, die ihm besonders bei den italienischen Tifosi den Spitznamen „Il Leone“ (der Löwe) einbrachte. Mansells Konkurrenten kritisierten ihn immer wieder wegen seiner riskanten Fahrweise und seiner teilweise unüberlegten Manöver.

## Karriere

### Anfänge im Motorsport
Die Rennsportkarriere Nigel Mansells begann mit Kartsport; schon mit zehn Jahren erhielt er seine erste Lizenz, obwohl das Mindestalter grundsätzlich bei elf lag. Mit 14 gewann er sein erstes Rennen. Zwischen 1969 und 1976 gewann er verschiedene Kartmeisterschaften (Wales, North und sieben Mal in Folge Midland) und wurde 1973 britischer Kartmeister. Sein weiterer Weg führte ihn 1976 in die Formel Ford, die er bereits 1977 gewann (32 Siege in 42 Rennen). Mit dem Verkauf des gemeinsamen Hauses finanzierte Mansell mit Unterstützung seiner Frau Rosanne selbst 1978 den Eintritt in die Formel 3, die für ihn mit andauernden Geldproblemen verbunden blieb. Durch die Formel 3 wurde Colin Chapman auf Mansell aufmerksam und gab ihm 1980 einen Platz in seinem Lotus-Formel-1-Team, in dem er bis 1984 blieb.

### 1980–1984: Formel 1 bei Lotus

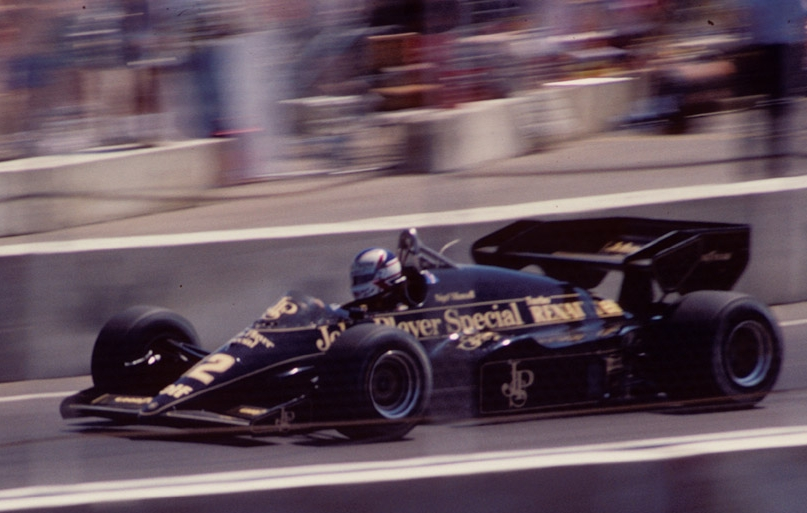
Mansell 1984 in Dallas

Mansell wurde von Lotus in einer Umbruchsphase verpflichtet, die das Team zurückgeworfen hatte. Bei seinem Grand-Prix-Debüt 1980 beim Großen Preis von Österreich auf dem Österreichring saß Mansell wegen einer geplatzten Benzinleitung im Benzinbad. Bis ein Motorschaden den endgültigen Ausfall bedeutete, hatte er sich dadurch bereits Verbrennungen ersten und zweiten Grades zugezogen. Immer wieder blitzte sein Talent auf – 1981 erlangte er durch den dritten Platz beim Grand Prix von Belgien in Zolder seine ersten WM-Punkte. Aber es gab auch viele, oft kuriose Unfälle und Rückschläge, etwa 1984 beim Großen Preis der USA in Dallas, als sein Auto in Zielnähe ohne Benzin stehenblieb und er beim Versuch, es über die Linie zu schieben, wegen der Hitze ohnmächtig zusammenbrach. Mitte 1984 verpflichtete Manager Peter Warr das aufstrebende Talent Ayrton Senna für die nächste Saison, da er von Mansells Fähigkeiten nicht überzeugt war. Mansell und Senna verband auch deshalb die nächsten Jahre eine intensive Rivalität.

### 1985–1988: Williams

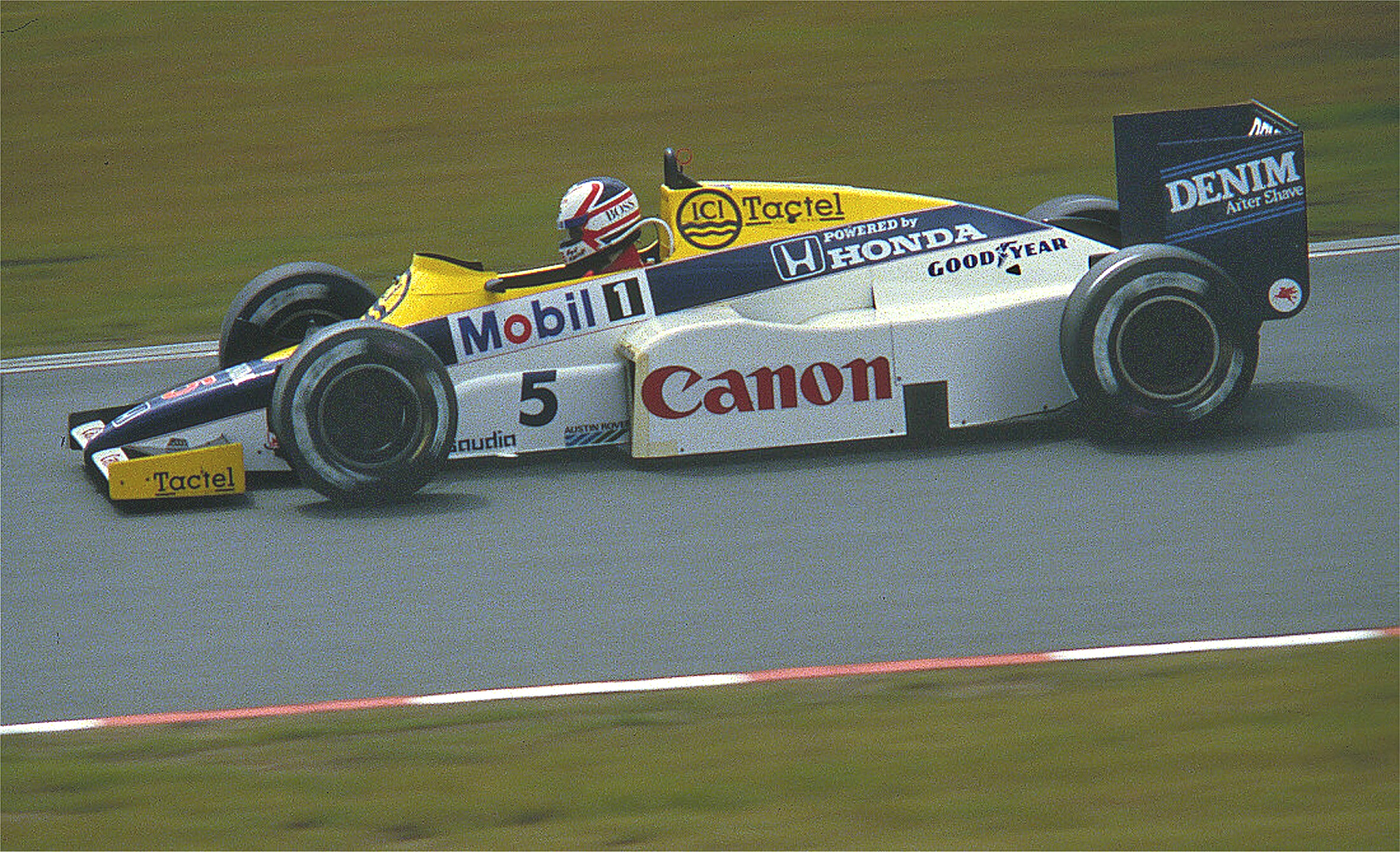
Nigel Mansell 1985 im Williams-Honda

1985 kam Nigel Mansell zu Williams-Honda, was seiner Karriere einen entscheidend positiven Schub gab. Nachdem zur Saisonmitte die Honda-Motoren stark verbessert wurden und die schnellsten in der Formel 1 wurden, profitierten er und sein Teamkollege Keke Rosberg enorm davon. Beim Großen Preis von Großbritannien in Brands Hatch gewann Mansell in diesem Jahr seinen ersten Grand Prix, seinen ersten nach 72 Grand-Prix-Starts. Auch das Folgerennen im südafrikanischen Kyalami gewann er. In den Jahren 1986 und 1987 dominierte Mansell die Weltmeisterschaft und erzielte jeweils die meisten Saisonsiege, verlor jedoch beide Male den greifbaren Titel und wurde nur Vize-Weltmeister – 1986 hinter Prost, 1987 hinter seinem neuen Teamkollegen Nelson Piquet. Ursprünglich nur als zweiter Fahrer engagiert, behauptete sich Mansell intern gegenüber seinem Teamkollegen Nelson Piquet, dem etatmäßigen Fahrer Nummer 1. Piquet kritisierte Mansell in diesen beiden Jahren wiederholt; neben persönlichen Angriffen (u. a. auf Mansells Ehefrau Roseanne) kritisierte er vor allem Mansells mangelnde Fähigkeiten beim Testen und Abstimmen der Autos, die er allein übernehmen müsse. 1986 verlor Mansell die Weltmeisterschaft im letzten Rennen durch einen Reifenschaden an der für ihn zum Weltmeistertitel ausreichenden dritten Position; zuvor war der überlegen führende Keke Rosberg ebenfalls durch einen Reifenschaden ausgefallen.
1987 waren die Williams-Honda FW11B von Mansell und Piquet zwar deutlich überlegen und Mansell errang sechs Siege, Piquet punktete bei nur drei Saisonsiegen jedoch zuverlässiger, während Mansell durch riskante Manöver oft Punkte verschenkte. So verlor er einen möglichen Sieg in Spa-Francorchamps durch ein Überholmanöver, bei dem sowohl er wie auch Ayrton Senna ausschieden. Der aufgebrachte Mansell attackierte Senna danach körperlich in der Boxengasse und musste von Mechanikern zurückgehalten werden. In Suzuka erlitt Mansell bei einem schweren Unfall im Qualifying Rückenprellungen. Zum Rennen sowie beim Saisonfinale in Adelaide konnte er nicht antreten und verlor so seine letzte Chance, den Rückstand auf Piquet zu egalisieren und doch noch den WM-Titel zu erringen. Nachdem Honda zum Ende des Jahres die Zusammenarbeit mit Williams beendete und zu McLaren überwechselte, folgte für das Team und Mansell 1988 ein Übergangsjahr. Williams fuhr nun mit unterlegenen Judd-Motoren und trieb die Entwicklung der aktiven Radaufhängung weiter, die jedoch erst 1992 genügend ausgereift war, um eingesetzt zu werden. Mansell punktete nur zweimal überhaupt und blieb sieglos. Die Rennen in Belgien und Italien musste er zudem auslassen, nachdem er an Windpocken erkrankt war. Er wurde bei diesen Rennen von Martin Brundle bzw. Jean-Louis Schlesser vertreten.

### 1989–1992: Ferrari und Rückkehr zu Williams
1989 wechselte Mansell zu Ferrari und zeigte neben Gerhard Berger und Alain Prost weiterhin Spitzenleistungen, blieb jedoch ohne Titel. Er gewann das erste Rennen der Saison 1989 in Brasilien und wurde somit der erste Fahrer, der ein Rennen mit der neu entwickelten halbautomatischen Gangschaltung gewann. In Ungarn fuhr er ein denkwürdiges Rennen und gewann vom 12. Startplatz aus das Rennen; ansonsten war seine Saison jedoch von der Unzuverlässigkeit der Ferrari 640 geprägt. Beim Rennen in Portugal löste Mansell eine Kontroverse aus, als er verbotenerweise in der Boxengasse den Rückwärtsgang benutzte; darauf wurde ihm wiederholt die schwarze Flagge gezeigt. Mansell ignorierte diese jedoch und kollidierte wenig später mit Ayrton Senna. Trotz seiner Beteuerungen, er habe die schwarze Flagge nicht gesehen, wurde er für den nachfolgenden Grand Prix gesperrt. Nachdem der amtierende Weltmeister Alain Prost im Jahr 1990 von McLaren zu Ferrari wechselte, geriet Mansell zunehmend in die Rolle des zweiten Fahrers. Ursprünglich seit Jahren mit Prost befreundet, setzte er sich im teaminternen Duell nicht durch und das beiderseitige Verhältnis litt zusehends. Mitte der Saison äußerte sich Prost – wie Jahre zuvor schon Piquet – kritisch über Mansell, was dessen Fähigkeiten beim Testen und Abstimmen betraf. Prost attestierte, bei der Abstimmung eines Autos mitzuarbeiten, sei nicht die Stärke Mansells und er habe 1990 keine Chance auf den Titel; andererseits stufte er Mansell auch ein als einen „extrem schnellen, sehr begabten Mann, der jedes Auto exzellent fahren könne, ein gut abgestimmtes wie auch ein schlecht abgestimmtes“. Der frustrierte Mansell, der sich von Ferrari nicht gleichwertig behandelt fühlte, kündigte bei seinem Heim-Grand-Prix in Silverstone zunächst wiederum (nach seiner Sperre 1989 hatte er bereits einmal mit seinem Rücktritt gedroht) sein Karriereende zum Ende der Saison an.

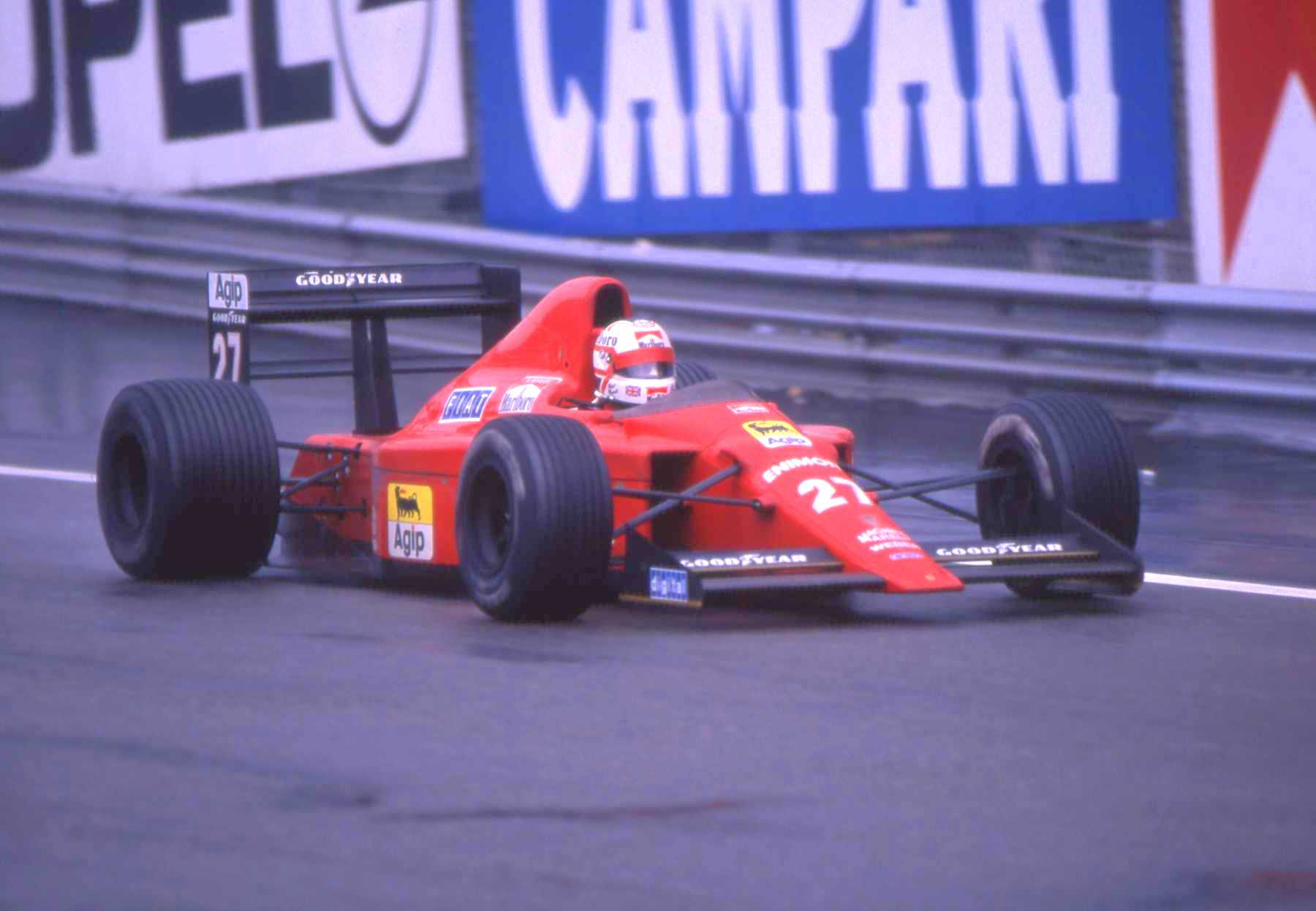
Nigel Mansell 1989 in Belgien

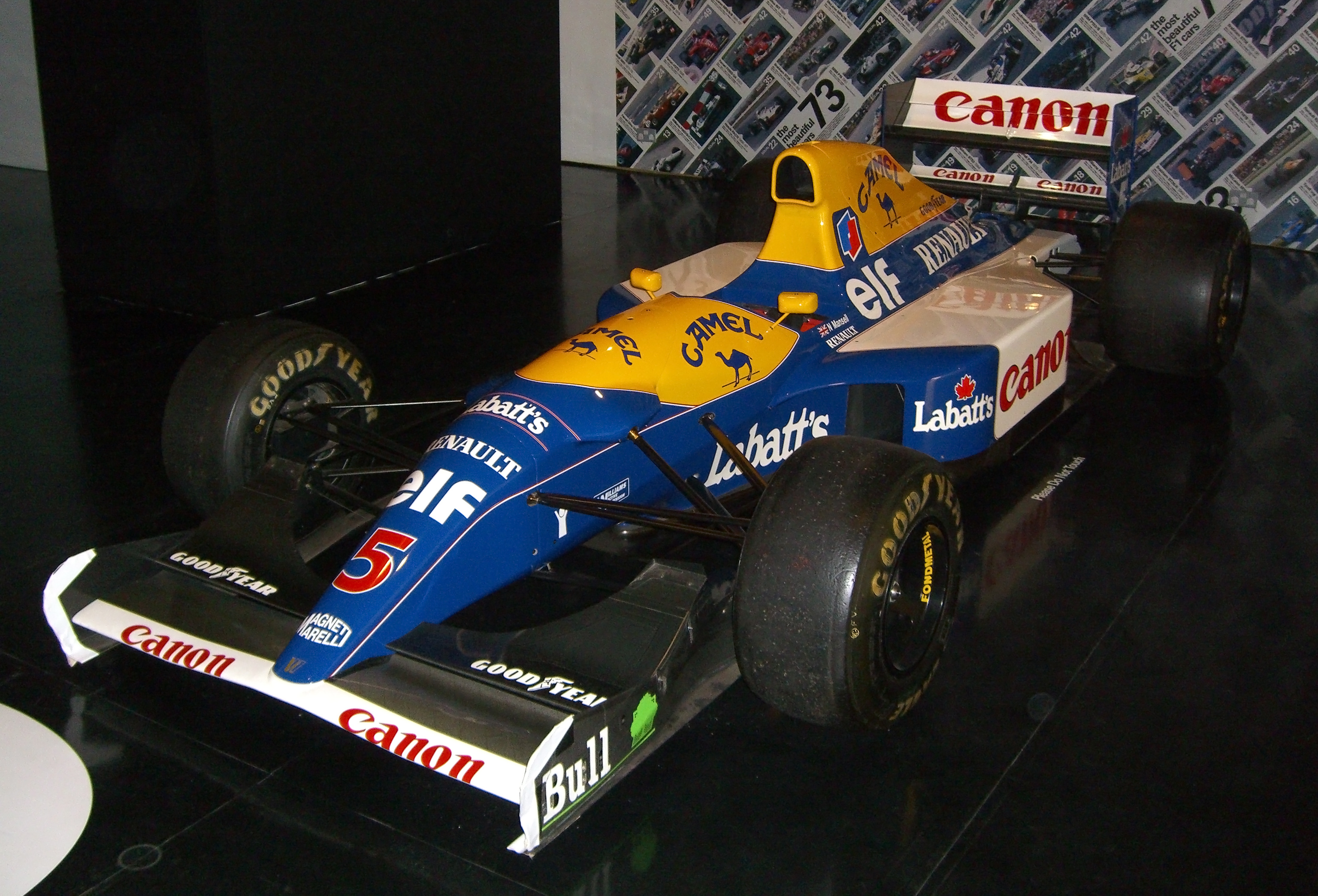
Williams-Renault FW14B, mit dem Mansell 1992 Weltmeister wurde

1991 kehrte Mansell jedoch zu Williams zurück, nachdem Frank Williams ihn in der Winterpause überzeugt hatte, ein konkurrenzfähiges Auto zu haben. Das neue halbautomatische Getriebe des Williams-Renault ließ ihn aber oft im Stich. Er fiel gleich in den ersten drei Rennen aus. Beim Großen Preis von Kanada fiel ihm in der letzten Runde deutlich führend der Motos aus, so dass er letztendlich nur auf den sechsten Platz kam (nur fünf Autos erreichten das Ziel). Er errang jedoch auch fünf Siege und wurde Ende Vizeweltmeister hinter Ayrton Senna. In der folgenden Saison wurde Mansell mit Williams-Renault FW14B überlegen Formel-1-Weltmeister und stellte in diesem Jahr einen zu der Zeit neuen Saisonrekord von neun Siegen und 14 Pole-Positionen auf. Die ersten fünf Rennen gewann Mansell in Serie, ebenfalls ein damaliger Rekord, der erst 2004 von Michael Schumacher egalisiert wurde. Beim Grand Prix in Silverstone löste er mit seinem Sieg den Schotten Jackie Stewart als den nach Siegen erfolgreichsten britischen Fahrer ab, der diesen Rekord seit 1973 innehatte. Erst in der Saison 2014 überbot Lewis Hamilton diesen Rekord beim Großen Preis der USA 2014. Obwohl Mansell die Saison derart dominierte, scheiterte zur Saisonmitte eine Vertragsverlängerung an seinen hohen Gehaltsforderungen und der Tatsache, dass Williams-Renault bereits Alain Prost als zweiten Fahrer für 1993 verpflichtet hatte, was Mansell nicht akzeptieren wollte.

### 1993–1995: IndyCars und nochmal Formel 1

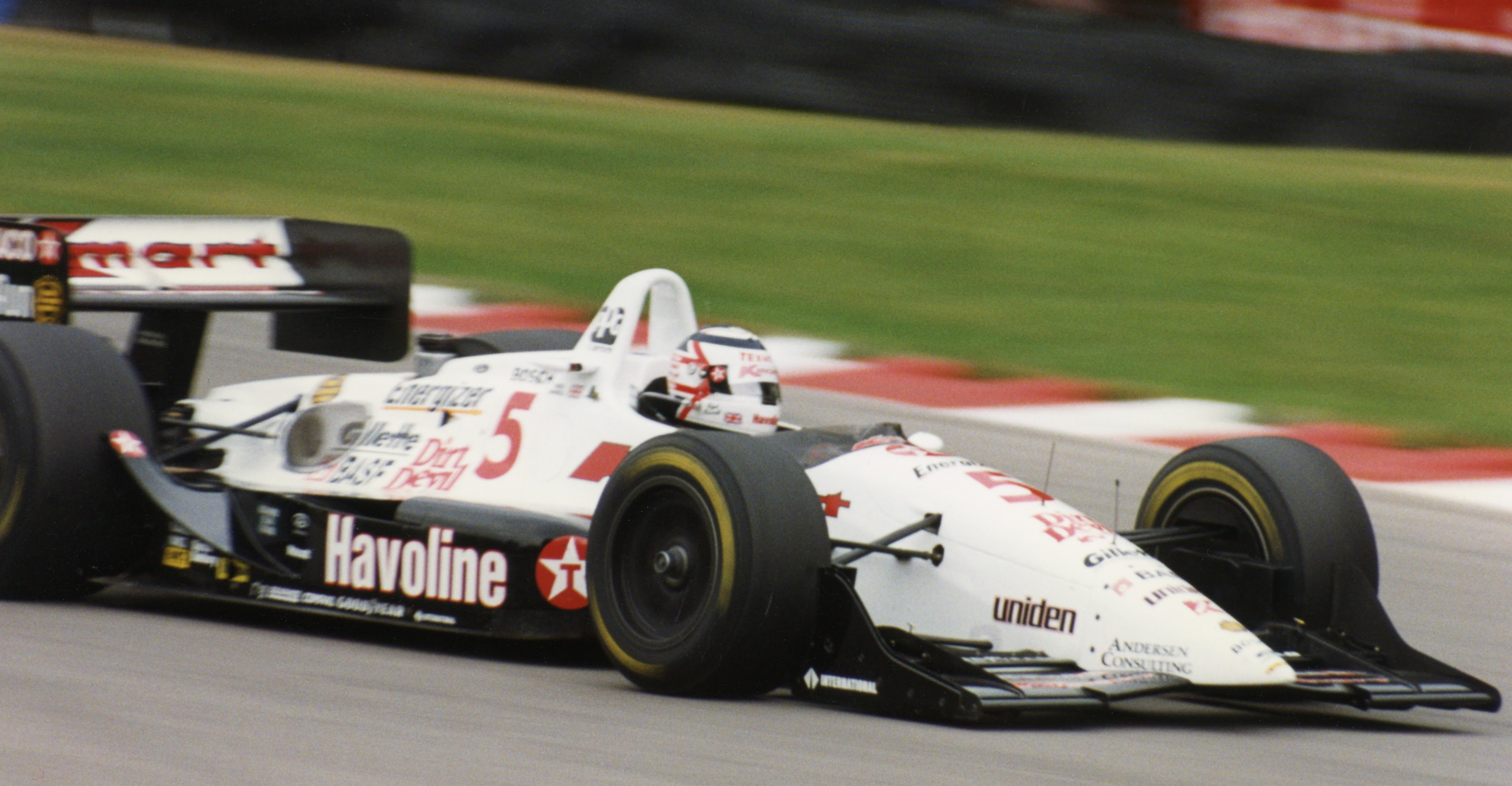
Mansell 1993 im Newman/Haas, in Mid-Ohio

Zu noch größerer Popularität gelangte Mansell im Jahre 1993, als er für Newman/Haas Racing als erster Rookie in der Geschichte die IndyCar World Series (gegen den favorisierten Emerson Fittipaldi) für sich entschied. Zudem gewann er gleich sein erstes Champ-Car-Rennen in Surfers Paradise (Australien), in dem er ebenso einmalig gleich von der Pole-Position startete. Diesem Sieg schlossen sich vier weitere (u. a. beim Michigan 500) an. Am Gewinn der Meisterschaft ist weiterhin bemerkenswert, dass Mansell dieser Triumph trotz eines größeren Unfalls in Phoenix gelang.

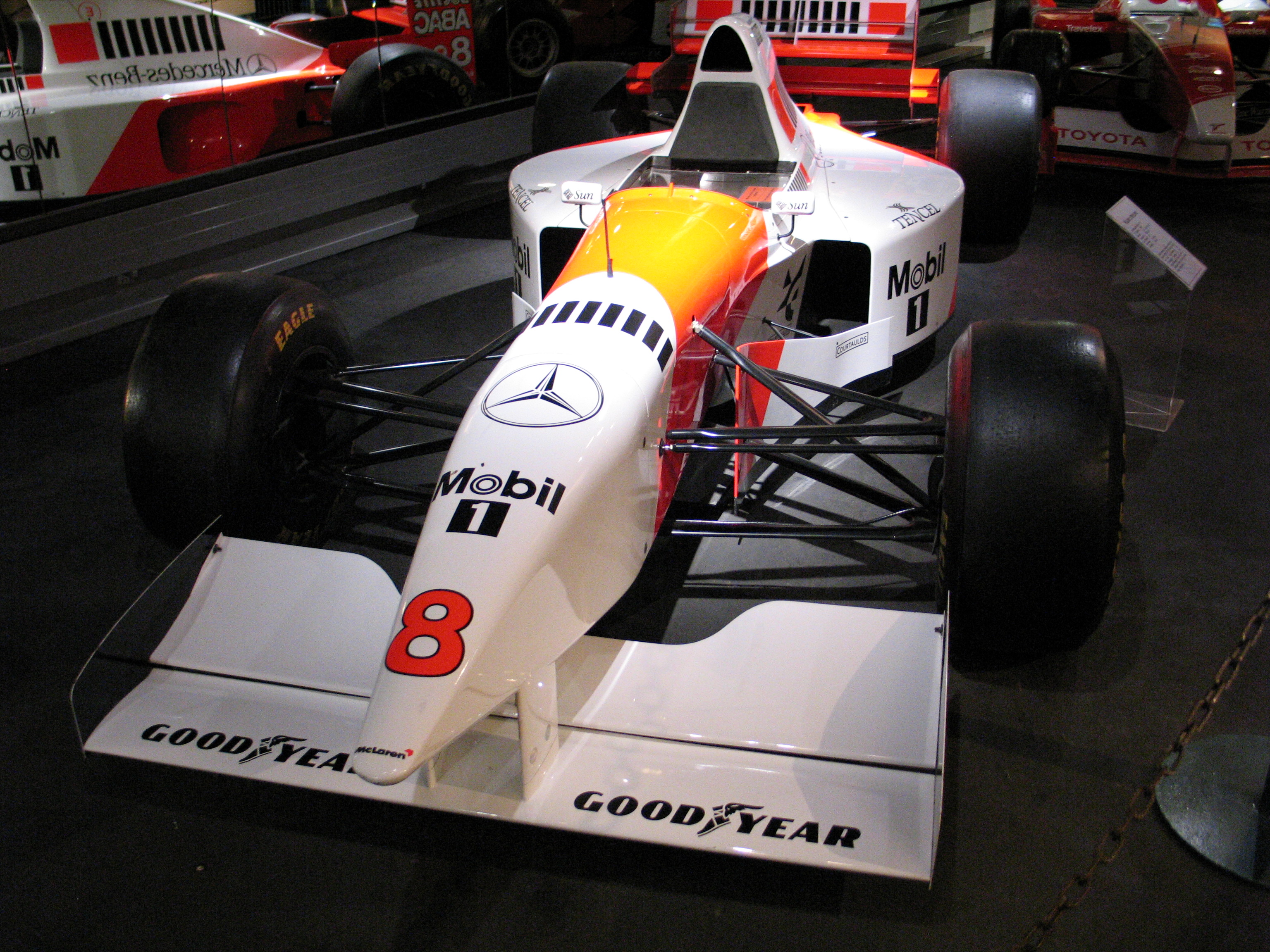
Der MP4-10 von 1995 war der erste McLaren-Mercedes und Nigel Mansells letztes Formel-1-Einsatzauto

Mansell ist auch als Red Five bekannt – seine legendäre Startnummer, welche auf seinem Lola-Ford des Newman/Haas-Teams auch noch nach seinem CART-Titelgewinn parallel zur Nummer 1 aufgeklebt war. Dies brachte 1994 jedoch wenig Erfolg: drei Pole-Positions und einige zweite Plätze, einer davon in Long Beach. 1994 fuhr Mansell – neben seinen Einsätzen im Newman-Haas-IndyCar-Team – bei Williams für den tödlich verunglückten Ayrton Senna vier Formel-1-Rennen und siegte beim letzten Rennen der Saison, dem Grand Prix von Australien in Adelaide.
1995 unterschrieb Mansell zwar einen Saisonvertrag bei McLaren, bestritt aber aufgrund des zu kleinen Cockpits des MP4/10B und einer daraus resultierenden überaus unkomfortablen Sitzposition (zu breite Schultern) die ersten zwei Rennen nicht. Nach Umgestaltung des Cockpits fuhr Mansell noch zwei letzte Rennen (zehnter Platz beim Großen Preis von San Marino in Imola und Ausfall beim Großen Preis von Spanien in Barcelona), bevor er das Fahrzeug für nicht konkurrenzfähig erklärte und seine Monoposto-Karriere beendete. Ab dem fünften Rennen (Großer Preis von Monaco) übernahm Mark Blundell seinen Platz im McLaren-Mercedes-Team.

### Weitere Rennkarriere
Im Jahre 1996 führte Mansell zwar einige Tests für Jordan-Peugeot durch, bestritt aber kein Formel-1-Rennen.
1998 kehrte Mansell ins Renncockpit zurück und startete bei den 24 Stunden von Chamonix (Zwölfter an der Seite von Ari Vatanen). Außerdem nahm er mit einem wenig konkurrenzfähigen Ford Mondeo an sechs Rennen der British Touring Car Championship teil und erreichte beim Rennen in Donington Park den fünften Platz.
Im Herbst 2005 verkündete Mansell sein erneutes Comeback und die Teilnahme an der Grand-Prix-Masters-Rennserie für ehemalige Formel-1-Piloten. Er gewann im November des Jahres hierzu das Auftaktrennen in Kyalami (Südafrika) und auch das erste Rennen des Jahres 2006 im April in Katar. Beim Rennen in Silverstone kam er wegen eines technischen Defekts über die Aufwärmrunde nicht hinaus.

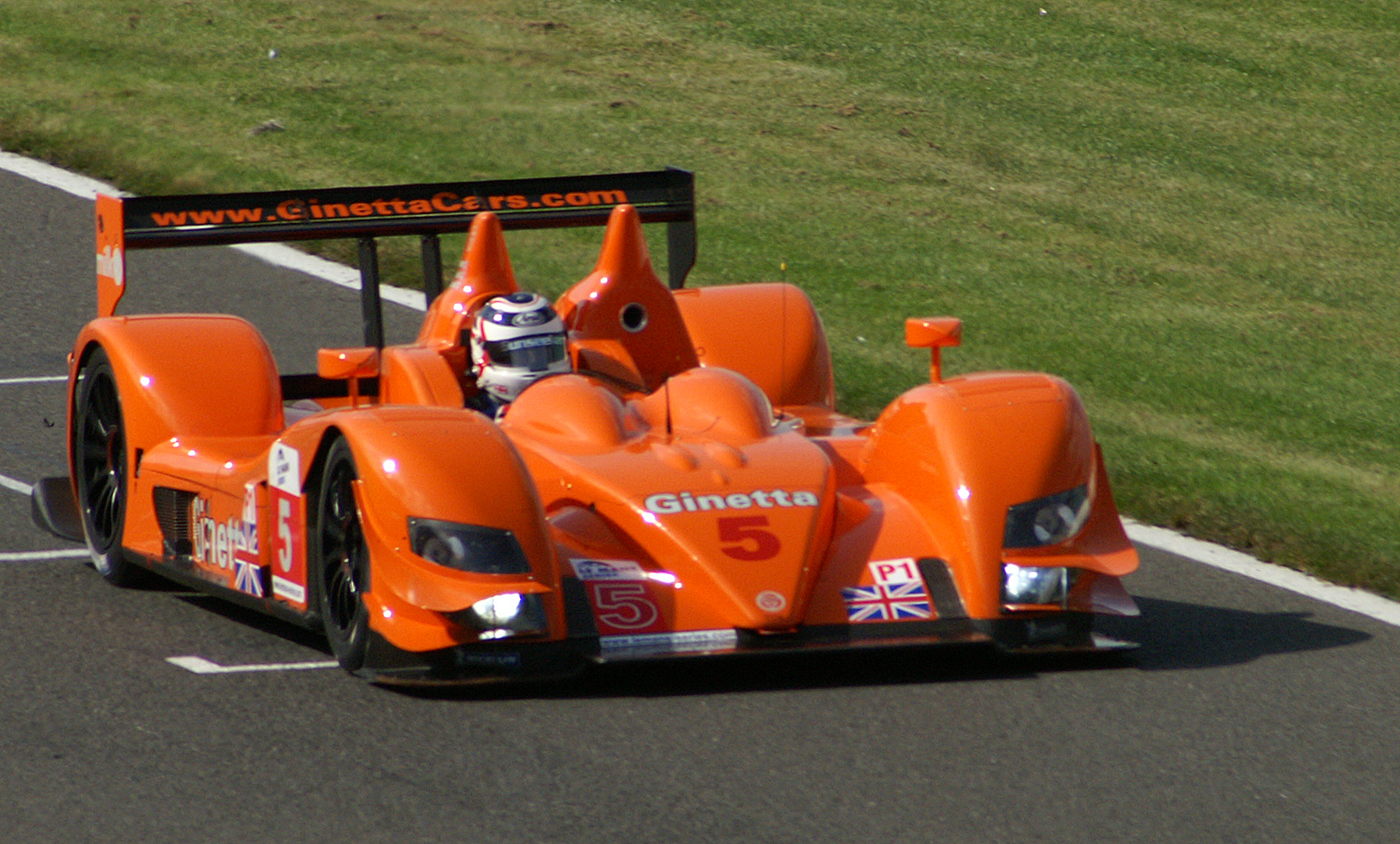
Nigel Mansell in Silverstone 2009

Im Laufe des Jahres 2008 testete Mansell zusammen mit seinem Sohn Leo zwei Le-Mans-Prototypen von Lola beziehungsweise Ginetta-Zytek GZ09S. Mit dem Wechsel des Sohnes in die GT2-Kategorie der Le Mans Series schien das Vorhaben zunächst beendet, zudem war Team LNT von Lawrence Tomlinson nur als Gaststarter in der Meisterschaft eingeschrieben. Chamberlain Synergy mit ihrem Lola zog sich darüber hinaus 2009 komplett aus der Serie zurück. Beim 1000-km-Rennen von Silverstone, dem letzten Lauf der Saison, erschien Teameigner Tomlinson zusammen mit Nigel Mansell und dessen Sohn Greg an der Strecke. Außerdem war auch Leo Mansell auf einem Ferrari F430 GTC gemeldet. Im Rennen fiel das Fahrertrio Mansell-Mansell-Tomlinson durch technische Defekte des Ginetta-Zytek GZ09S weit zurück und beendete den Lauf außerhalb der Punkteränge. Im Januar 2010 gab Mansell bekannt, dass er als Teamchef seines eigenen Rennstalls in der Le Mans Series und im 24-Stunden-Rennen von Le Mans aktiv wird. Als Fahrer des Beechdean Mansell Motorsport genannten Teams meldete er seine beiden Söhne. Bei ausgewählten Meisterschaftsläufen und dem 24-Stunden-Rennen verstärkte der Vater zudem Leo und Greg im Cockpit des Le-Mans-Prototypen. In Le Mans verunglückte Mansell jedoch nach wenigen Rennrunden wegen eines Reifenschadens schwer und musste von den Streckenposten aus seinem Fahrzeug befreit werden, verließ das medizinische Zentrum in Le Mans aber später selbstständig.

## Persönliches

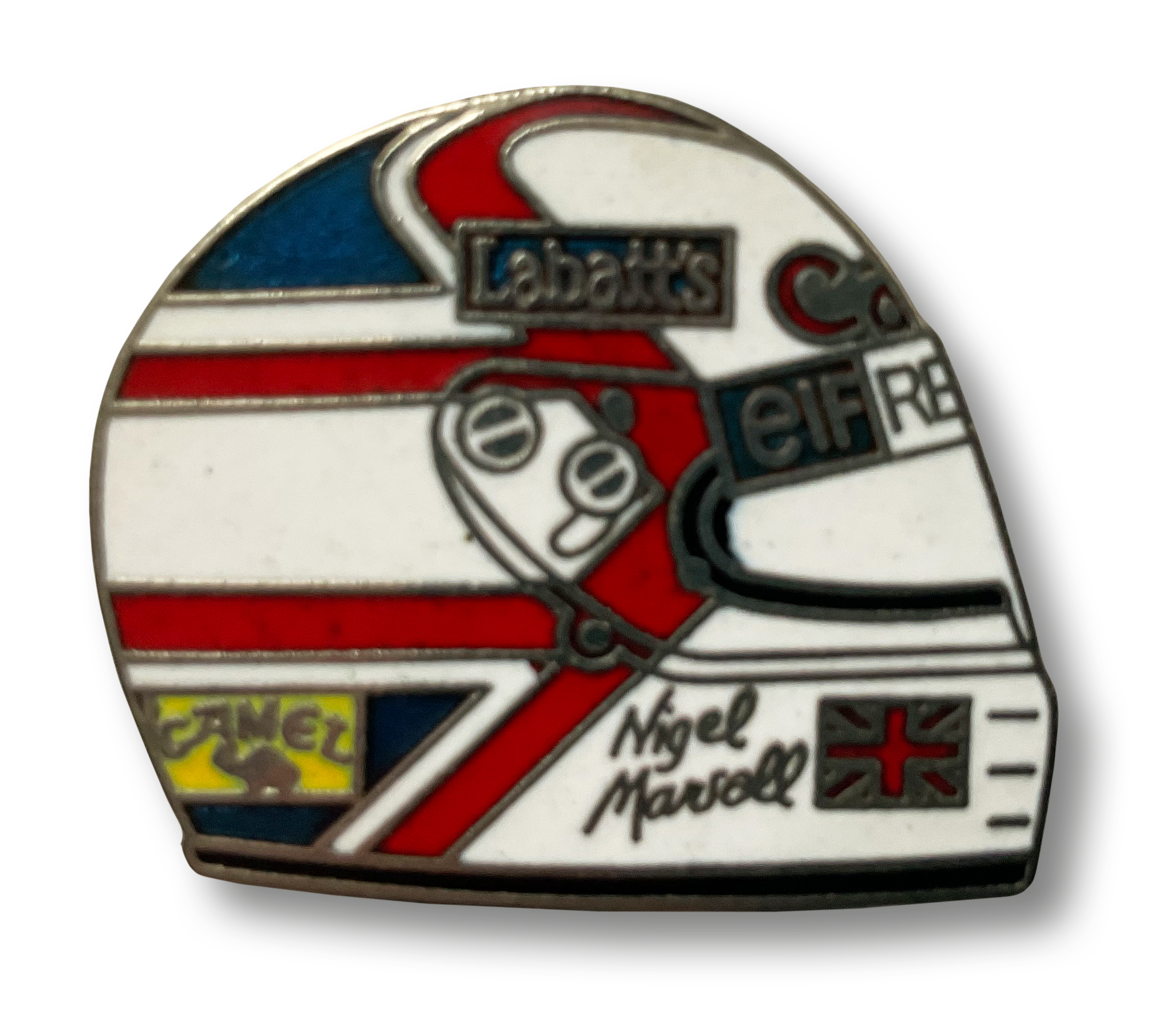
Souvenir-Pin aus Emaille, mit dem typischen Helmdesign von Nigel Mansell (1992)

Mansell wurde als drittes von vier Kindern geboren. Während seiner Kindheit musste er aufgrund der Beschäftigung seines Vaters häufig umziehen und die Schule wechseln. Größere Teile seiner Jugend- und frühen Erwachsenenjahre verlebte er in Hall Green, Birmingham. Er ging auf die Rosslyn School und später auf die Hall Green Bilateral. Anschließend begann er ein Ingenieursstudium am Matthew Boulton College.
Mansell lebt mit seiner Ehefrau, einer Tochter und zwei Söhnen in St. Brelade auf der Kanalinsel Jersey.
Im nahegelegenen St. Aubin befindet sich ein kleines Formel-1-Museum, in dem einige seiner Rennfahrzeuge ausgestellt sind. Die Söhne Leo und Greg traten, mit seiner Unterstützung, in die Fußstapfen des Vaters – so fuhren sie beispielsweise 2006 in der britischen Formel-BMW-Rennserie. Außerdem hatten sie im selben Jahr einen Gastauftritt beim Saisonfinale der britischen Formel-3-Meisterschaft.

## Auszeichnungen
1986 und 1992 wurde Mansell jeweils zur BBC Sports Personality of the Year, zum Sportler des Jahres in Großbritannien, gewählt. Ebenfalls im Jahr 1992 wurde er zu Europas Sportler des Jahres gewählt.
2005 wurde er in die International Motorsports Hall of Fame aufgenommen.

## Statistik

### Karrierestationen
| - 1968–1975: Kartsport - 1976: Britische Formel Ford - 1977: Britische Formel Ford 1600 (Meister) - 1977: britische Vandervell Formel 3 (Platz 17) - 1977: Britische BP Formel 3 - 1978: Britische Vandervell Formel 3 (Platz 15) - 1978: Britische BP Formel 3 (Platz 17) - 1979: Britische Vandervell Formel 3 (Platz 8) - 1979: Formel 1 (Testfahrer) - 1980: Britische Formel 3 (Platz 9) - 1980: Formel 2 (Platz 12) | - 1980: Formel 1 - 1981: Formel 1 (Platz 14) - 1982: Formel 1 (Platz 14) - 1983: Formel 1 (Platz 13) - 1984: Formel 1 (Platz 10) - 1985: Formel 1 (Platz 6) - 1986: Formel 1 (Platz 2) - 1987: Formel 1 (Platz 2) - 1988: Formel 1 (Platz 9) - 1989: Formel 1 (Platz 4) - 1990: Formel 1 (Platz 5) | - 1991: Formel 1 (Platz 2) - 1992: Formel 1 (Weltmeister) - 1993: PPG Indy Car World Series (Meister) - 1994: PPG Indy Car World Series (Platz 8) - 1994: Formel 1 (Platz 9) - 1995: Formel 1 - 1998: BTCC (Platz 18) - 2005: Grand Prix Masters (Platz 1) - 2006: Grand Prix Masters (Platz 2) - 2007: FIA-GT-Meisterschaft, GT2-Klasse (Platz 24) - 2010: Le Mans Series, LMP1-Klasse (ausgefallen) |

### Statistik in der Automobil-/Formel-1-Weltmeisterschaft

#### Grand-Prix-Siege
| - 1985: Europa (Brands Hatch) - 1985: Südafrika (Kyalami) - 1986: Belgien (Spa-Francorchamps) - 1986: Kanada (Montréal) - 1986: Frankreich (Le Castellet) - 1986: Großbritannien (Brands Hatch) - 1986: Portugal (Estoril) - 1987: San Marino (Imola) - 1987: Frankreich (Le Castellet) - 1987: Großbritannien (Silverstone) - 1987: Österreich (Spielberg) | - 1987: Spanien (Jerez de la Frontera) - 1987: Mexiko (Mexiko-Stadt) - 1989: Brasilien (Jacarepagua) - 1989: Ungarn (Mogyoród) - 1990: Portugal (Estoril) - 1991: Frankreich (Magny-Cours) - 1991: Großbritannien (Silverstone) - 1991: Deutschland (Hockenheim) - 1991: Italien (Monza) - 1991: Spanien (Barcelona) - 1992: Südafrika (Kyalami) | - 1992: Mexiko (Mexiko-Stadt) - 1992: Brasilien (Interlagos) - 1992: Spanien (Barcelona) - 1992: San Marino (Imola) - 1992: Frankreich (Magny-Cours) - 1992: Großbritannien (Silverstone) - 1992: Deutschland (Hockenheim) - 1992: Portugal (Estoril) - 1994: Australien (Adelaide) |

#### Gesamtübersicht
| Saison | Team                      | Chassis               | Motor                | Rennen | Siege | Zweiter | Dritter | Poles | schn. Rennrunden | Punkte  | WM-Pos. |
| ------ | ------------------------- | --------------------- | -------------------- | ------ | ----- | ------- | ------- | ----- | ---------------- | ------- | ------- |
| 1980   | Team Essex Lotus          | Lotus 81B             | Ford Cosworth 3.0 V8 | 2      | −     | −       | −       | −     | −                | −       | –       |
| 1981   | Team Essex Lotus          | Lotus 81B / 87        | Ford Cosworth 3.0 V8 | 13     | −     | −       | 1       | −     | −                | 8       | 14.     |
| 1982   | JPS Team Lotus            | Lotus 87B / 91        | Ford Cosworth 3.0 V8 | 13     | −     | −       | 1       | −     | −                | 7       | 14.     |
| 1983   | JPS Team Lotus            | Lotus 92              | Ford Cosworth 3.0 V8 | 8      | −     | −       | −       | −     | −                | 1       | 13.     |
| 1983   | JPS Team Lotus            | Lotus 94T             | Renault 1.5 V6 Turbo | 7      | −     | −       | 1       | −     | 1                | 9       | 13.     |
| 1984   | JPS Team Lotus            | Lotus 95T             | Renault 1.5 V6 Turbo | 16     | −     | −       | 2       | 1     | −                | 13      | 10.     |
| 1985   | Canon Williams Team       | Williams FW10 / FW10B | Honda 1.5 V6 Turbo   | 15     | 2     | 1       | −       | 1     | 1                | 31      | 6.      |
| 1986   | Canon Williams Team       | Williams FW11         | Honda 1.5 V6 Turbo   | 16     | 5     | 2       | 2       | 2     | 4                | 72 (70) | 2.      |
| 1987   | Canon Williams Team       | Williams FW11B        | Honda 1.5 V6 Turbo   | 14     | 6     | −       | 1       | 8     | 3                | 61      | 2.      |
| 1988   | Canon Williams Team       | Williams FW12         | Judd 3.5 V8          | 14     | −     | 2       | −       | −     | 1                | 12      | 9.      |
| 1989   | Scuderia Ferrari          | Ferrari 640           | Ferrari 3.5 V12      | 15     | 2     | 2       | 2       | −     | 3                | 38      | 4.      |
| 1990   | Scuderia Ferrari          | Ferrari 641           | Ferrari 3.5 V12      | 16     | 1     | 3       | 1       | 3     | 3                | 37      | 5.      |
| 1991   | Canon Williams Team       | Williams FW14         | Renault 3.5 V10      | 16     | 5     | 4       | −       | 2     | 6                | 72      | 2.      |
| 1992   | Canon Williams Team       | Williams FW14B        | Renault 3.5 V10      | 16     | 9     | 3       | −       | 14    | 8                | 108     | 1.      |
| 1994   | Rothmans Williams Renault | Williams FW16 / FW16B | Renault 3.5 V10      | 4      | 1     | −       | −       | 1     | −                | 13      | 9.      |
| 1995   | Marlboro McLaren Mercedes | McLaren MP4/10B       | Mercedes 3.0 V10     | 2      | −     | −       | −       | −     | −                | −       | –       |
| Gesamt | Gesamt                    | Gesamt                | Gesamt               | 187    | 31    | 17      | 11      | 32    | 30               | 482     |         |

#### Einzelergebnisse
| Saison | 1   | 2   | 3   | 4   | 5   | 6   | 7   | 8   | 9   | 10  | 11  | 12  | 13  | 14  | 15  | 16 | 17 |
| ------ | --- | --- | --- | --- | --- | --- | --- | --- | --- | --- | --- | --- | --- | --- | --- | -- | -- |
| 1980   |     |     |     |     |     |     |     |     |     |     |     |     |     |     |     |    |    |
|        |     |     |     |     |     |     |     |     | DNF | DNF | DNQ |     |     |     |     |    |    |
| 1981   |     |     |     |     |     |     |     |     |     |     |     |     |     |     |     |    |    |
| DNF    | 11  | DNF |     | 3   | DNF | 6   | 7   | DNQ | DNF | DNF | DNF | DNF | DNF | 4   |     |    |    |
| 1982   |     |     |     |     |     |     |     |     |     |     |     |     |     |     |     |    |    |
| DNF    | 3   | 7   |     | DNF | 4   | DNF | DNF |     | DNF |     | 9   | DNF | 8   | 7   | DNF |    |    |
| 1983   |     |     |     |     |     |     |     |     |     |     |     |     |     |     |     |    |    |
| 12     | 12  | DNF | 12* | DNF | DNF | 6   | DNF | 4   | DNF | 5   | DNF | 8   | 3   | NC  |     |    |    |
| 1984   |     |     |     |     |     |     |     |     |     |     |     |     |     |     |     |    |    |
| DNF    | DNF | DNF | DNF | 3   | DNF | 6   | DNF | 6*  | DNF | 4   | DNF | 3   | DNF | DNF | DNF |    |    |
| 1985   |     |     |     |     |     |     |     |     |     |     |     |     |     |     |     |    |    |
| DNF    | 5   | 5   | 7   | 6   | DNF | INJ | DNF | 6   | DNF | 6   | 11* | 2   | 1   | 1   | DNF |    |    |
| 1986   |     |     |     |     |     |     |     |     |     |     |     |     |     |     |     |    |    |
| DNF    | 2   | DNF | 4   | 1   | 1   | 5   | 1   | 1   | 3   | 3   | DNF | 2   | 1   | (5) | DNF |    |    |
| 1987   |     |     |     |     |     |     |     |     |     |     |     |     |     |     |     |    |    |
| 6      | 1   | DNF | DNF | 5   | 1   | 1   | DNF | 14* | 1   | 3   | DNF | 1   | 1   | INJ | INJ |    |    |
| 1988   |     |     |     |     |     |     |     |     |     |     |     |     |     |     |     |    |    |
| DNF    | DNF | DNF | DNF | DNF | DNF | DNF | 2   | DNF | DNF | INJ | INJ | DNF | 2   | DNF | DNF |    |    |
| 1989   |     |     |     |     |     |     |     |     |     |     |     |     |     |     |     |    |    |
| 1      | DNF | DNF | DNF | DNF | DSQ | 2   | 2   | 3   | 1   | 3   | DNF | DSQ | EX  | DNF | DNF |    |    |
| 1990   |     |     |     |     |     |     |     |     |     |     |     |     |     |     |     |    |    |
| DNF    | 4   | DNF | DNF | 3   | 2   | 18* | DNF | DNF | DNF | DNF | 4   | 1   | 2   | DNF | 2   |    |    |
| 1991   |     |     |     |     |     |     |     |     |     |     |     |     |     |     |     |    |    |
| DNF    | DNF | DNF | 2   | 6*  | 2   | 1   | 1   | 1   | 2   | DNF | 1   | DSQ | 1   | DNF | 2   |    |    |
| 1992   |     |     |     |     |     |     |     |     |     |     |     |     |     |     |     |    |    |
| 1      | 1   | 1   | 1   | 1   | 2   | DNF | 1   | 1   | 1   | 2   | 2   | DNF | 1   | DNF | DNF |    |    |
| 1994   |     |     |     |     |     |     |     |     |     |     |     |     |     |     |     |    |    |
|        |     |     |     |     |     | DNF |     |     |     |     |     |     | DNF | 4   | 1   |    |    |
| 1995   |     |     |     |     |     |     |     |     |     |     |     |     |     |     |     |    |    |
|        |     | 10  | DNF |     |     |     |     |     |     |     |     |     |     |     |     |    |    |

| Legende  | Legende            | Legende                                                          |
| Farbe    | Abkürzung          | Bedeutung                                                        |
| -------- | ------------------ | ---------------------------------------------------------------- |
| Gold     | –                  | Sieg                                                             |
| Silber   | –                  | 2. Platz                                                         |
| Bronze   | –                  | 3. Platz                                                         |
| Grün     | –                  | Platzierung in den Punkten                                       |
| Blau     | –                  | Klassifiziert außerhalb der Punkteränge                          |
| Violett  | DNF                | Rennen nicht beendet (did not finish)                            |
| Violett  | NC                 | nicht klassifiziert (not classified)                             |
| Rot      | DNQ                | nicht qualifiziert (did not qualify)                             |
| Rot      | DNPQ               | in Vorqualifikation gescheitert (did not pre-qualify)            |
| Schwarz  | DSQ                | disqualifiziert (disqualified)                                   |
| Weiß     | DNS                | nicht am Start (did not start)                                   |
| Weiß     | WD                 | zurückgezogen (withdrawn)                                        |
| Hellblau | PO                 | nur am Training teilgenommen (practiced only)                    |
| Hellblau | TD                 | Freitags-Testfahrer (test driver)                                |
| ohne     | DNP                | nicht am Training teilgenommen (did not practice)                |
| ohne     | INJ                | verletzt oder krank (injured)                                    |
| ohne     | EX                 | ausgeschlossen (excluded)                                        |
| ohne     | DNA                | nicht erschienen (did not arrive)                                |
| ohne     | C                  | Rennen abgesagt (cancelled)                                      |
| ohne     | keine WM-Teilnahme |                                                                  |
| sonstige | P/fett             | Pole-Position                                                    |
| sonstige | 1/2/3/4/5/6/7/8    | Punktplatzierung im Sprint-/Qualifikationsrennen                 |
| sonstige | SR/kursiv          | Schnellste Rennrunde                                             |
| sonstige | *                  | nicht im Ziel, aufgrund der zurückgelegten Distanz aber gewertet |
| sonstige | ()                 | Streichresultate                                                 |
| sonstige | unterstrichen      | Führender in der Gesamtwertung                                   |

### Le-Mans-Ergebnisse
| Jahr | Team                         | Fahrzeug            | Teamkollege | Teamkollege  | Platzierung | Ausfallgrund |
| ---- | ---------------------------- | ------------------- | ----------- | ------------ | ----------- | ------------ |
| 2010 | Beechdean Mansell Motorsport | Ginetta-Zytek GZ09S | Leo Mansell | Greg Mansell | Ausfall     | Unfall       |